# La Dame à scandale
Pour plus de détails, voir Fiche technique et Distribution.
La Dame à scandale (The Lady of Scandal) est un film américain réalisé par Sidney Franklin et sorti en 1930.

## Synopsis
Une actrice britannique très en vue s'engage dans une relation avec deux nobles au grand dam de leurs proches...

## Fiche technique
- Titre : La Dame à scandale
- Titre original : The Lady of Scandal
- Réalisation : Sidney Franklin
- Scénario : Claudine West, Edwin Justus Mayer d'après la pièce de Frederick Lonsdale de 1927 The High Road[1].
- Photographie : Oliver T. Marsh, Arthur Miller
- Montage : Margaret Booth
- Distributeur : Metro-Goldwyn-Mayer
- Durée : 76 minutes
- Date de sortie : 24 mai 1930

## Distribution
- Ruth Chatterton : Elsie
- Basil Rathbone : Edward
- Ralph Forbes : John
- Nance O'Neil : Lady Trench
- Frederick Kerr : Lord Trench
- Herbert Bunston : Lord Crayle
- Cyril Chadwick : Sir Reginald
- Effie Ellsler : Lady Minster
- Robert Bolder : Hilary
- Moon Carroll : Alice
- Mackenzie Ward : Ernest
- Edgar Norton : Morton